# Convertidor Thomas

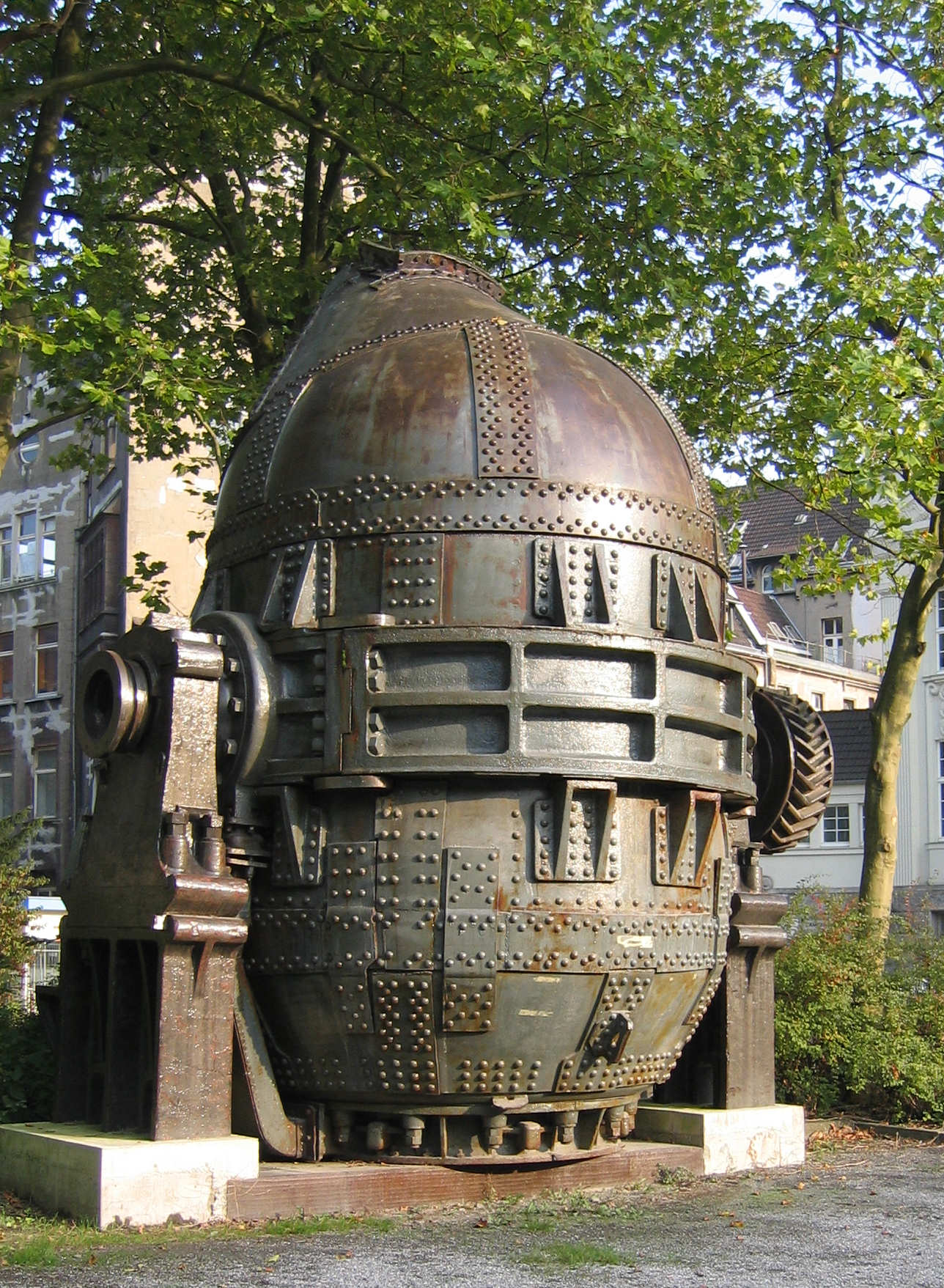
Convertidor Thomas de la fábrica de calderas Hörder, de 1954. En uso en la acería Phoenix-Ost hasta 1964. La cubeta mide 7 metros de alto y pesa 64 toneladas

El convertidor Thomas (o más genéricamente, el convertidor Thomas-Gilchrist) es la denominación de un sistema para la fabricación de acero. Inventado en 1877, lleva el nombre de los metalúrgicos británicos Sidney Thomas (1850-1885) y Percy Gilchrist (1851-1935). Se trata de una variante del convertidor Bessemer, ideado para poder fabricar acero de calidad a partir de minerales de hierro ricos en fósforo, algo imposible con el sistema de Bessemer. El metal producido de esta manera se denomina acero Thomas.

## Procedimiento

Química del proceso de Thomas

El proceso Thomas (también llamado proceso básico de refinado por aire) consiste en soplar aire en el interior de la masa de arrabio líquido a través de boquillas situadas en la parte inferior de la cubeta de fusión, conocida como convertidor Thomas.
El proceso de oxidación, que reduce el contenido de carbono, proporciona suficiente calor para mantener el acero líquido, por lo que no es necesario el suministro de calor externo en los convertidores.
La cubeta estaba revestida con una mezcla de materiales de pH básico a base de dolomía y alquitrán, que era particularmente adecuada para procesar hierro rico en fósforo.
El fósforo contenido en el arrabio, convertido a óxido de fósforo(V) se combinaba con la caliza presente en la escoria agregada para formar la escoria de Thomas, que una vez triturada finamente se vendía como fertilizante agrícola fosfatado.
El acero Thomas se utilizó para fabricar rieles, perfiles de hierro y chapas. En la construcción de puentes alemana, por ejemplo, se utilizó por primera vez a mayor escala en la construcción de los nuevos puentes ferroviarios en el delta del río Vístula, proyectados por Georg Christoph Mehrtens a principios de la década de 1890. Casi todas las construcciones de acero de las décadas de 1950 a 1970 están hechas con este tipo de material.

## Historia
El proceso Thomas en sí es solo una modificación menor del convertidor Bessemer, para lo que solo se tuvo que revestir el convertidor con dolomita e incorporar un sistema para agregar caliza. A principios de la década de 1880, casi todas las fundiciones alemanas realizaron pruebas en convertidores Bessemer parados para poder evaluar el nuevo proceso o registrar nuevas patentes para evitar patentes previas. Por iniciativa de Gustave Léon Pastor y Josef Massenez, las empresas alemanas Rheinischen Stahlwerke y Hörder Bergwerks- und Hütten-Verein compraron conjuntamente los derechos de patente para Alemania y los otorgaron en licencia a otras fundiciones alemanas, pero sobre todo a la Fundición Lothringens, cuyos depósitos de mineral de hierro eran ricos en fósforo.

## Desventajas del método

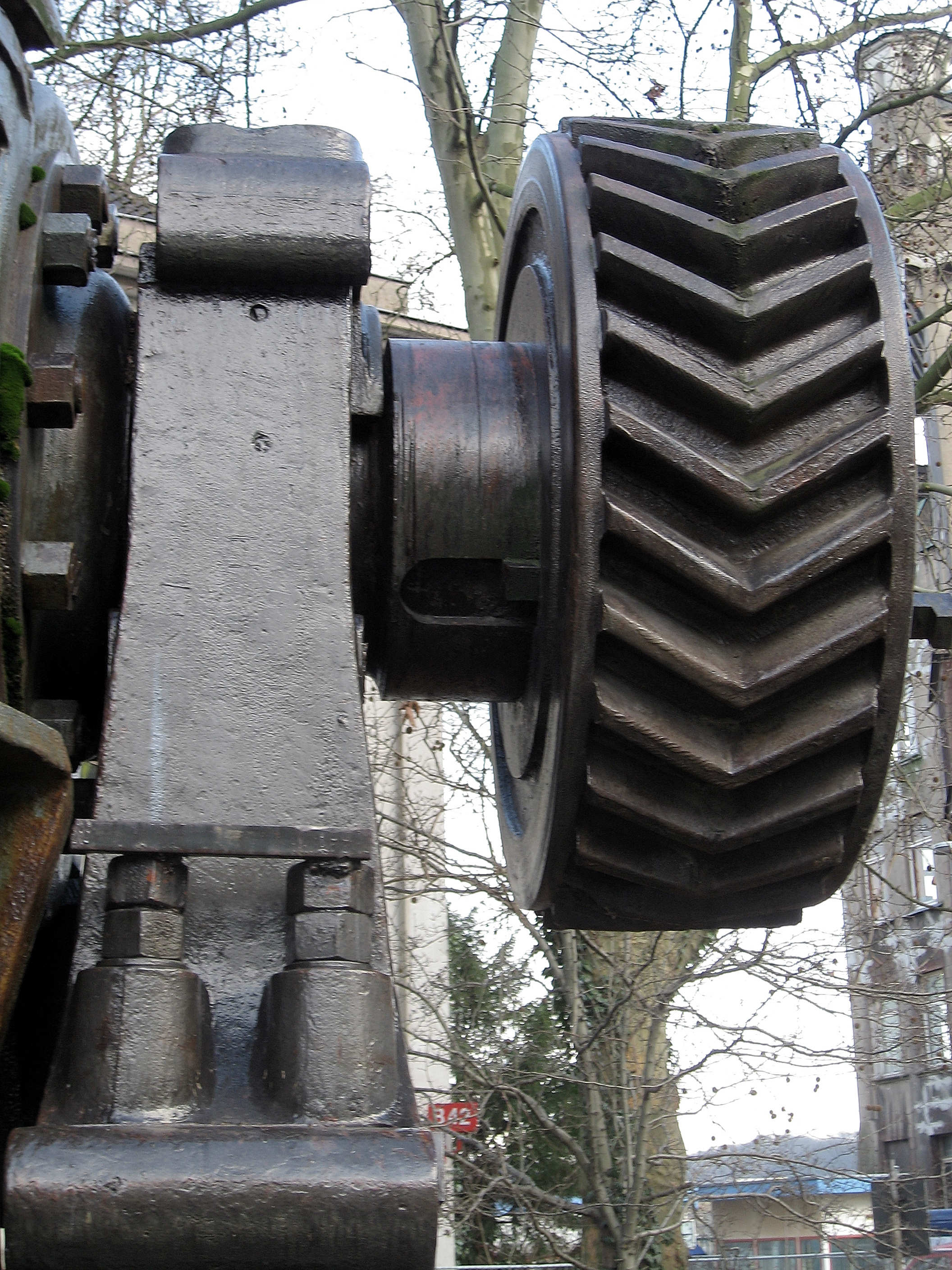
Convertidor Thomas. Detalle de los dientes en espiga del accionamiento basculante

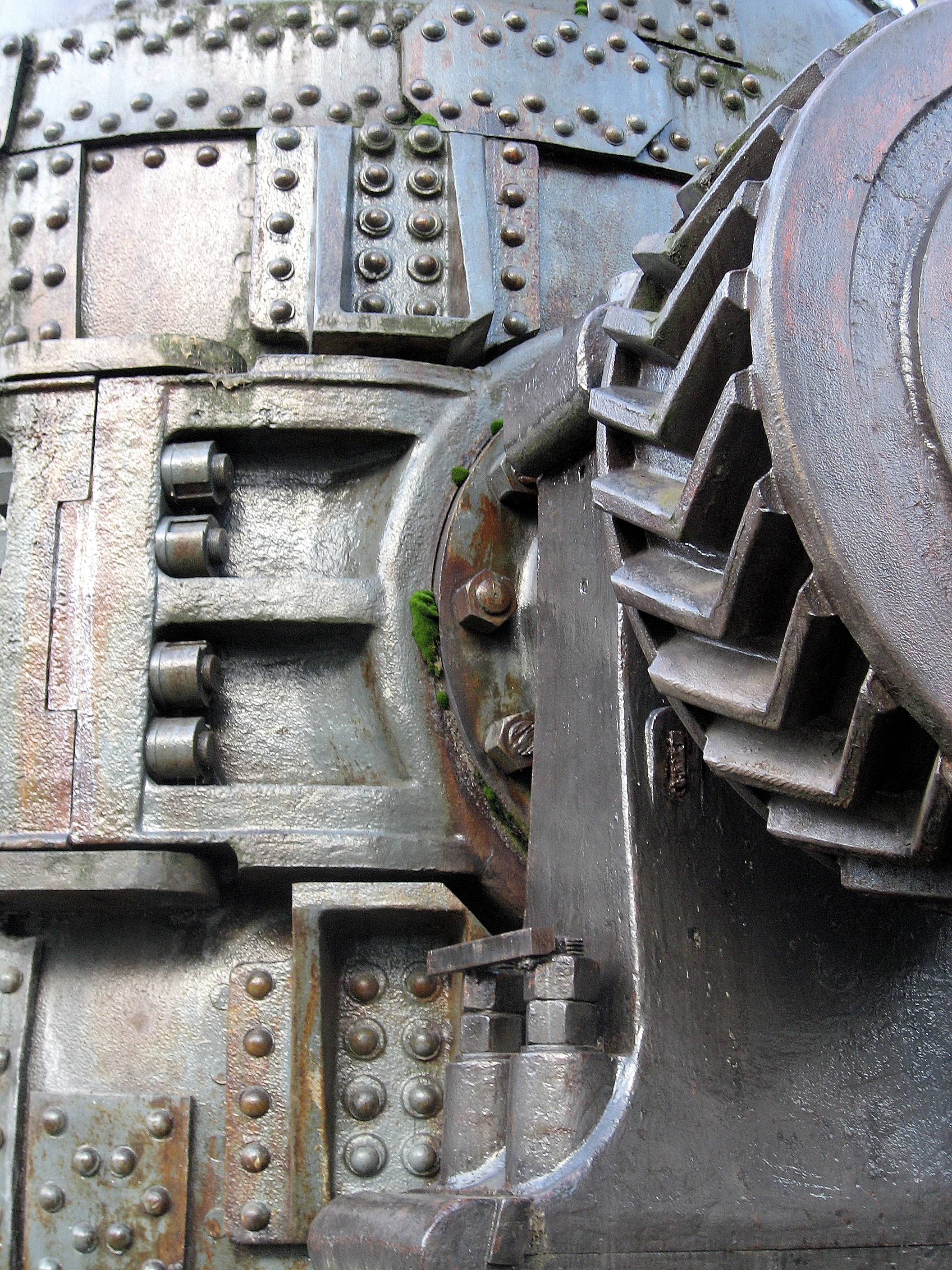
Detalles de la cubeta remachada y del anillo de retención atornillado

El refinado con aire tiene la desventaja metalúrgica de que grandes cantidades de nitrógeno (el aire contiene alrededor del 78% de nitrógeno) y de hidrógeno se disuelven inevitablemente en el acero. En el acero, el hierro y otros elementos de la aleación, pueden formar nitruros con el nitrógeno, produciendo una aleación duro y quebradiza, lo que hace que el acero sea menos tenaz. Además, se produce una fragilización adicional por nitrógeno en el acero con el paso de los años.
Los minerales de hierro ricos en fósforo se refinaban preferentemente en el convertidor Thomas. El fósforo es un elemento indeseable en el acero, porque reduce en gran medida su tenacidad, especialmente a bajas temperaturas.
Los aceros Thomas se consideran difíciles de soldar. El alto contenido de hidrógeno hace el acero propenso a las grietas en frío, lo que es particularmente importante cuando se sueldan estructuras de acero antiguas. Como medida preventiva, durante la soldadura se utilizan metales de aporte con alta tenacidad.
A mediados de la década de 1970, la producción de acero Thomas se interrumpió en Alemania, y desde principios de la década de 1980 en la mayoría de los países, siendo reemplazado por la acería de oxígeno básico.

## Casos conocidos de daños
El caos generado por la nieve en Münsterland puso una vez más las construcciones de acero de Thomas ante el escrutinio público cuando, en noviembre de 2005, durante una nevada excepcionalmente fuerte y una tormenta, 82 torres de alta tensión se partieron bajo el aumento de peso provocado por la carga de hielo (aprox. 18,9 kg/m). Sin embargo, los operadores, especialmente RWE, no habían considerado que las torres tuvieran un riesgo de fractura significativo. La compañía eléctrica argumentó que no solo los postes viejos construidos con acero Thomas se rompieron durante este desastre natural, sino también los más nuevos hechos de materiales modernos. Según un informe pericial del Instituto Federal de Investigación y Ensayo de Materiales encargado por la Agencia Federal de Redes Eléctricas, la causa del colapso fue la presencia simultánea de un total de ocho desencadenantes de daño:
1. Viento fuerte
2. Nevadas muy copiosas
3. Temperaturas alrededor del punto de congelación
4. Mucha nieve acumulada tras la lluvia
5. Comienzo de la lluvia
6. Carga unilateral de los vanos de arriostramiento
7. Viento lateral
8. Giro individual de los cables de conducción

En particular, no se encontraron puntos de corrosión.
Aunque el acero Thomas no se ha utilizado para torres de alta tensión desde finales de la década de 1960, todavía quedaban torres en servicio construidas antes de 1940. 
En junio de 2006, los representantes de RWE en el Comité Económico del parlamento del estado de Renania del Norte-Westfalia dijeron que querían reparar o reemplazar 28 000 (de 42 000) torres de alta tensión (para 2015), invertir 550 millones de euros en rehabilitación y dar prioridad a la restauración de torres cerca de zonas residenciales y carreteras.
La ministra de Economía de Renania del Norte-Westfalia, Christa Thoben, instó a RWE a actuar con mayor rapidez y también criticó la actitud de la Asociación de la Industria Eléctrica y de la Asociación de Operadores de Red.